# Neita extensa
Neita extensa là một loài bướm ngày thuộc họ Nymphalidae. Nó được tìm thấy ở Nam Phi from Mpumalanga to the tỉnh Limpopo và further phía bắc đến Zimbabwe.
Sải cánh dài 43–48 mm đối với con đực và 45–50 mm đối với con cái. Con trưởng thành bay từ cuối tháng 11 đến giữa tháng 4 (nhiều nhất vào giữa summer). There là một single extended generation per year.
Ấu trùng có thể ăn Poaceae grasses. Ấu trùng ăn Ehrharta erecta.